# Annuntiatinnen

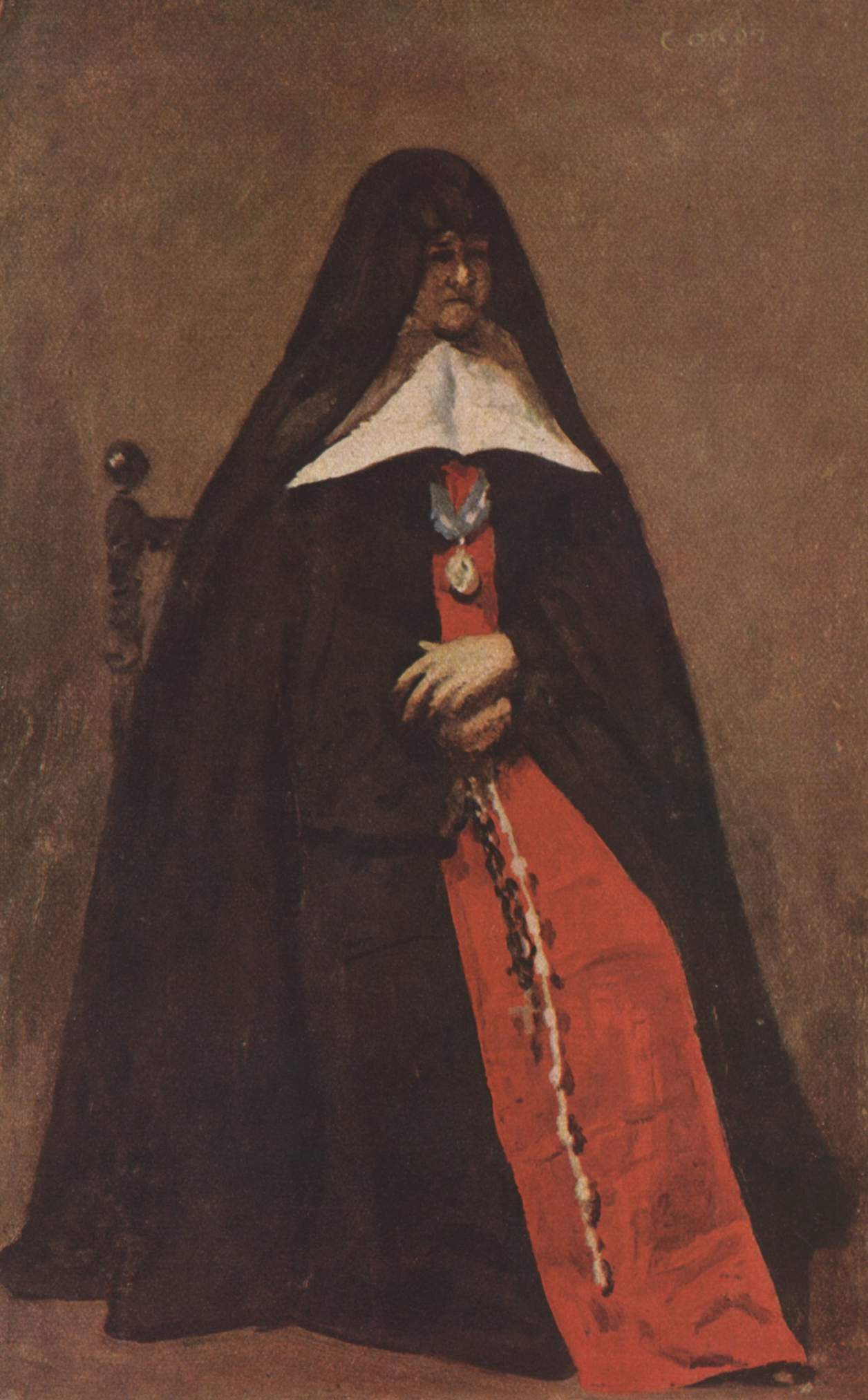
Annuntiantin im Habit in einem Gemälde von Jean-Baptiste-Camille Corot

Die Annonciades oder Annuntiatinnen (von französisch: annonciades, lat.: Ordo de Annuntiatione Beatae Mariae Virginis, Ordenskürzel: OAnnM) sind ein kontemplativer römisch-katholischer Frauenorden, der von Johanna von Frankreich, der Herzogin von Berry und Tochter Ludwigs XI., 1501 in Bourges gegründet wurde. Papst Alexander VI. approbierte die Ordensregel am 12. Februar 1502 durch die Bulle Ea quae.
Die Schwestern tragen einen graublauen Habit mit rotem Skapulier und weißem Strick, ein weißes Hülltuch und einen schwarzen Schleier. Sie sind in sozialen Diensten und im Bereich der Paramentenstickerei tätig. Spirituell versuchen sie, die zehn Tugenden Mariens nachzuahmen. Daher ihr zweiter Name von den zehn Tugenden der Jungfrau Maria.
Das Generalat liegt heute in Saint-Doulchard im Département Cher, Region Centre, im Zentrum Frankreichs, in direkter Nachbarschaft von Bourges, wo der Orden gegründet wurde. Weitere sechs Niederlassungen befinden sich in Frankreich und Belgien.
Sie sind zu unterscheiden von den Cölestinerinnen, auch Italienische bzw. Blaue Annuntiatinnen genannt.

## Klöster
- Annuntiatenkloster Düren (1624–1802), erstes Annuntiatinnenkloster in Deutschland
- Annuntiatinnenkloster Aachen (1649–1802)
- Annuntiatinnenkloster „Klein Bethlehem“ Hildesheim (um 1660–?, danach Kinderheim)[1]

## Persönlichkeiten
- Hedwig Margarethe Elisabeth von Rantzau (1624–1706), Gründerin des Annuntiatinnenklosters "Klein Bethlehem" in Hildesheim
- Maria Clementine Martin